# Festa de la Malavella

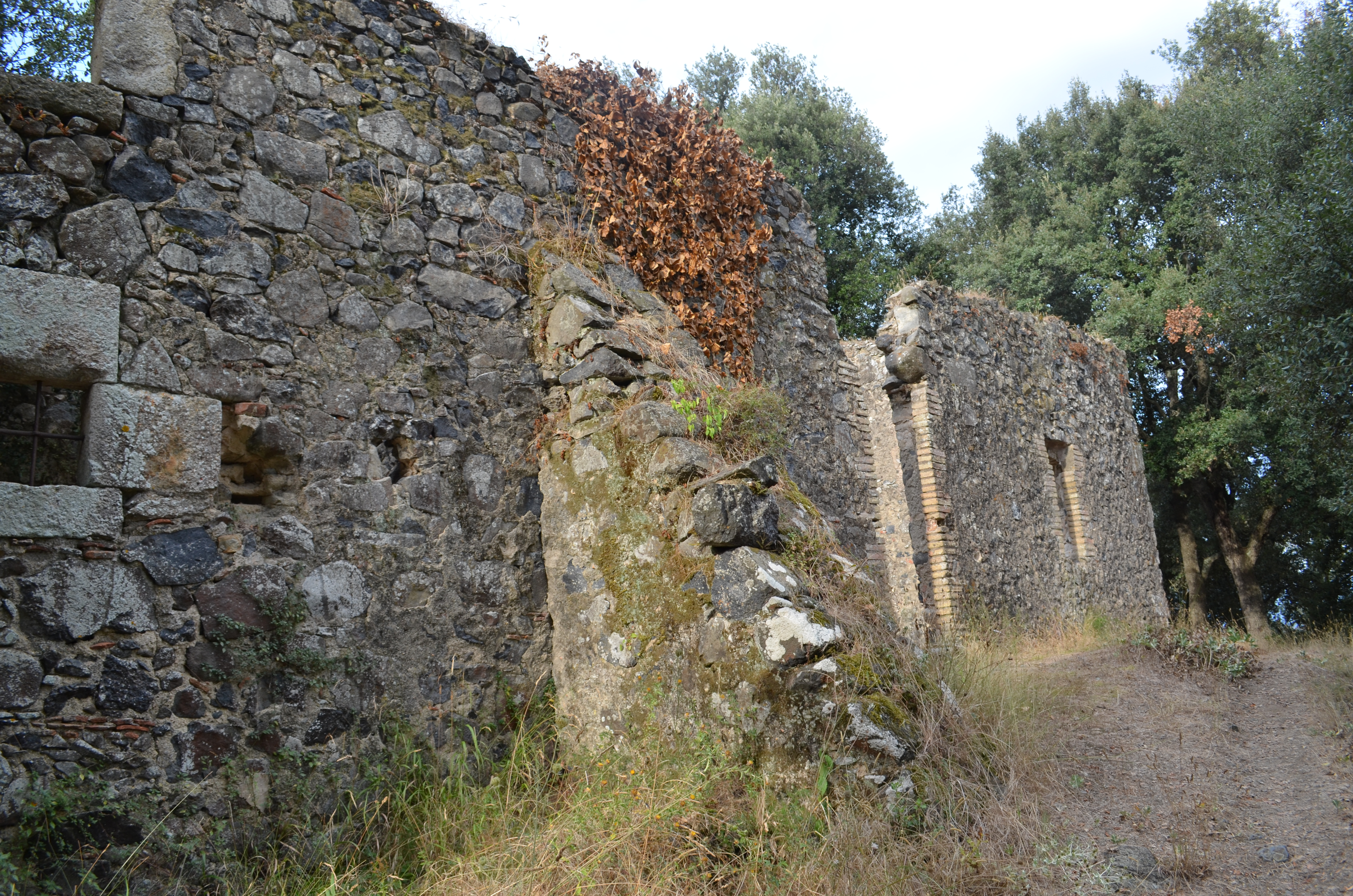
Castell de la Malavella

La Festa de la Malavella se celebra l'últim cap de setmana d'abril a Caldes de Malavella. La primera edició va ser l'any 2010 i naixia amb l'ànim de recuperar i promocionar la llegenda emblemàtica del poble: la Llegenda de la Malavella, lligant-la amb el seu passat fosc i amb l'imaginari i ocult.